# Кинел
Кинел (фр. Cunel) насеље је и општина у североисточној Француској у региону Лорена, у департману Меза која припада префектури Верден.
По подацима из 2011. године у општини је живело 14 становника, а густина насељености је износила 2,99 становника/km². Општина се простире на површини од 4,69 km². Налази се на средњој надморској висини од 260 метара (максималној 301 m, а минималној 224 m).

## Демографија
| 1962. | 1968. | 1975. | 1982. | 1990. | 1999. | 2011. |
| ----- | ----- | ----- | ----- | ----- | ----- | ----- |
| 51    | 61    | 48    | 40    | 31    | 18    | 14    |

График промене броја становника у току последњих година